# Poble tuxá
Els tuxá són un grup indígena brasiler que viu prop dels marges del riu São Francisco, als límites dels municipis brasilers d'Ibotirama (Àrea indígena Ibotirama) i Rodelas (Àrees Indígenes Rodelas i Nova Rodelas), ambdues a l'estat de Bahia, i al marge dret del riu Moxotó, junt als límits del municipi pernambucà d'Inajá, a la Terra indígena Fazenda Funil. El 2014 sumaven 1.703 individus. Antigament parlaven tuxá, una llengua no classificada, però actualment es dediquen a l'agricultura i parlen portuguès.